# 京浜家族
『京浜家族』（けいひんかぞく）は、蛙男商会代表のFROGMAN製作によるFLASHアニメーション。
2009年1月14日から携帯電話3キャリアで順次配信され、同年1月23日から8月14日にかけて京浜地区の地元独立テレビ局tvkで毎週金曜日（24時00分-24時05分）に放送された。2010年には日本BS放送（BS11）でも遅れネットされた。2013年4月19日よりTwellV『鷹の爪団の楽しいテレビ』内でも再放送。

## ストーリー
市内の小さな広告代理店に勤務するト津川聡は、プライドが高くて見栄っ張り、コンプレックスまみれの39歳。奥さんの年収にはるか及ばぬわが身を嘆き、職場の不出来な後輩に翻弄され、同僚のデザイナーに浮気心を隠せない、ぼやき人生まっしぐらの中年男。そんな聡が、マンションの組合長に選任され、エキセントリックな住人たちに振り回される!京浜の天突いてそびえ立つ超・未来型タワーマンション”京浜グランドソレナーゼ”を舞台に繰り広げられる、現代人のコミュニケーション模様を、リアルだけれどコミカルかつ愛のある視点で描く。

## 登場人物

### ト津川ファミリー
ト津川聡（とつかわ さとし）
主人公。39歳のサラリーマン男性。
川崎市の小さな広告代理店「京浜広告社」に営業として勤務している。バブル期には大手広告会社「ホクホク堂」に勤めていたのだが、勘違いからホクホク堂を退社し、広告の企画制作会社「ト津川プランニング」を独立開業したが2年後に京浜広告社に吸収合併され、現在の仕事に就いた。プライドが高くて見栄っ張りだが、登場人物中では比較的常識人で、典型的なうだつの上がらないサラリーマン。独り言や愚痴が多くよくボヤいており、「○○ザ・ワールド」とよく言う。どちらかというと硬派でストイックな方で女性に対して興奮はあまりしない方だが、好みの女性に対しては気移りし卑猥な妄想を思い浮かべ妻がいる身ではあるが、大興奮して浮気をしようとし変態的奇行に走ったりした。職場の宮崎に好意を抱いているためよく夢で彼女と恋仲になろうとしようとする。本人の目の前ではあまり好意を抱いてる様子は見せないが、一緒に車に乗れるようなチャンスが訪れた時は同席を望んでいた。また金子の合コンの誘いに乗ったり（行けなったが）、転職しそうになった時は女性が多い職場を希望していた。一度仕事に対して黒い考えをし、それを実行するという腹黒さを見せた（またこの時ゲスい笑いをしていた）。言動や仕草から「スゴく変なオカマ」とよく言われる。車の模型やアンティーク物が好き。圧倒的に収入が上である妻・絵美には頭が上がらないが、彼女からは熱烈に想われているため仲は良い。奇抜なファッションをしているが、服の選択は本人ではなく、独特のセンスを持っている絵美に選んでもらっているため、独特なデザインの服や背広を着ている。しかしクラブに行こうとした時は進んでそういうファッションを着ていた。
声は『電脳戦士 土管くん』のパスカル先生とほぼ同じである。
ト津川絵美（とつかわ えみ）
聡の妻で、現在32歳。体型はほぼ完全な卵形。卵料理専門のカリスマ料理研究家で、マサチューセッツ工科大学を首席卒業、オックスフォード大学でMBA（経営学修士）を取得、米海軍特殊部隊SEALs教官だった経歴もあり、60種類もの暗殺術を持ち、テロリストグループを御しゃもじ一本で1人で撃退することも可能なほど強いという、様々な方面において天才的な能力を持つ女性で、世界的な有名人らしい。現在も世界各国の要人から業務や相談に呼ばれており、超過密スケジュールになる多数の依頼を主婦業と両立させながら完璧にこなす能力と手際、更にボランティアで行っているものもあるという人格者で、父の周三も「男を見る目以外は完璧な女性」と称している。
駄目男である聡とは対極に位置する人物だが、何故か聡に夢中で、聡のすべてを受け入れている。普段はおっとりした喋りだが聡が浮気しそうになった時は豹変し声が荒くなった。
ト津川竹男（とつかわ たけお）
聡の息子で、現在5歳。外見・性格ともに完全な母親似。名前の理由は、竹のように真っ直ぐ成長することを願ったもので、願いどおりの健やかで聡明な少年へと育っている。両親を尊敬しており、聡と絵美のことを「パパ様」「ママ様」と呼び、謙譲語を使う。第03話では、1年分が1日で終わる代わりに他の子供の365倍の脅威の反抗期を持っている。
声は『秘密結社鷹の爪』などに出た吉田君とほぼ同じである。
大倉周三（おおくら しゅうぞう）
絵美の父親で、現在67歳。駄目サラリーマンである聡が完璧な女性である娘に相応しくないと思っており、娘の結婚から10年以上経つ現在も聡を嫌い、事ある毎に絵美に見合い写真を見せている。娘同様に優秀な人物で、ある研究施設で警備員をしており脱走した実験体の怪物2体を警備用のショットガンで事実上一人でしとめる腕前を見せたが、その際に負った傷によって時折実験体と同じ様な怪物となって凶暴化する（ハザード化）という後遺症を負ってしまった（発症するたびに絵美がアンプルを打っている）。

### 京浜グランドソレナーゼの住人
東京と横浜の中間（東映アニメーションサイト曰く「どっちつかず」）にある超・未来型タワーと言われる雲よりも高い高級マンション。ブルジュハリファに酷似している。成り行きからト津川聡が組合長となっている。
25話によると最上階は58階で、「5LDKZ」（Zは「ゾウが飼える」の意味）と呼ばれる6億円からの超高級区画であり現在も入居者がいないが、更に58階の奥には200階まである謎のエレベーターが存在。そこから先は非常階段のみでさらに上へと続いており、そこ（富士山よりも高いらしい）で聡のことを子供の頃から知っているという謎の老人が一人で「建設作業」をしている。
管理人
グランドソレナーゼの管理人である男性老人。語尾に「じょろ」「じょな」と言う事がある。管理人であるが、マンションに59階以降があることは知らなかった。
中島

中目黒貴之

中目黒玲子

中目黒詩音

五十嵐祐美

村田村
超能力者。頼み事で超能力を依頼された際は「超能力とかって、正直無償でやるって、負担なんですよね」っと発言している。超能力は使えるが、超常現象に関しては「バカバカしい、超常現象なんて...」と否定的という矛盾した性格をしている。
花沢

幸代

山猫不眠
元エルサルバドル軍人だという男性。普段から戦闘服姿。枯れ木役を行う竹男にサバイバル知識から「ジャングルにおける木とは何か」をレクチャーしたこともある。
木村正
趣味として独自にミサイルの製作・打ち上げを行っている男性。頑固な性格で人の言うことを聞かない。
外見は北朝鮮の金正日総書記そのもの。
カマタ
オカマ。ト津川聡が好みらしい。初めて58階の奥で誰も見たこともない謎のエレベーター（200階まで行くエレベーター）を発見した住人。

### 有限会社京浜広告
聡が勤める小さな広告代理店。
社長
風体が水野晴郎似である。カツラを付けている。テレビ未放映のエピソードでは1万匹のコオロギを養殖すれば、金が儲かると聞いたが、あの後よくよく調べてみたらカマドウマという事が発覚していた。
宮崎
京浜広告の女性社員。24話に登場する履歴書によると本名は「宮崎チヒロ」。冷淡かつどこか人間離れしており「生活感が無い」と言われる素性の謎めいた人物。歌で動物を呼び寄せて（何故か陸上なのにクリオネまで来る）それら動物と意思の疎通が出来る。住所は「森」となっていてト津川たちは追跡を試みたが、途中で森の守護者と思われる謎の獣に襲撃され消息を絶ったため所在は結局不明のままだった。
外見、声とともに『風の谷のナウシカ』のナウシカそのもの。外見以外もほとんどスタジオジブリに纏わるネタで統一されている。
金子
聡の同僚で後輩。ブルース・リー主演『死亡遊戯』におけるトラックスーツ風の黄色い服装をした風貌・言動ともにワイルドな男性。顔の表情が同主演作『ドラゴンへの道』での劇中、リーがマフィアのボスに対して力んだ際の表情そのものである。独身で駅ですれ違う女子大生に告白してふられ失恋のショックから、そこら中を放火して駅まわりの半径2km四方を火の海にして自衛隊が出動するほどの大暴走をしたこともあるらしく、デートの予定が判明した際は、周辺人物や自衛隊特殊部隊（隊長は藤岡弘、に似ている）が総出で厳戒態勢をとるという大事態となった。必要以上に、それも膨大に多く印刷物を刷ってしまうことが多々ある（1000枚の予定が100万枚刷ってしまうなど。詳細は右近を参照）。 勝ち組コンプリートBOXの特典映像のTV未放映エピソード「ト津川の作り方」では、聡に「どんなもんが流行ったんすか？」っと聞いた際に、聡が「ブルース・リーとかも好きだった」っと発言した際には、「ブルース・リーって誰ですか？」っと発言し、「お前本気で言ってんのかよ」っと返された。
棟方
印刷担当。版画家で、依頼された広告の原版を手彫りで作る。体が弱いのか彫っている最中に度々病気で倒れてしまう。自分の作った作品にこだわりを持つ職人気質なため、聡とは相性が悪い。モチーフは版画家の棟方志功。

### 各話のゲスト
右近さん
5話に登場。市議会議員選挙に立候補した政治家。京浜広告に選挙ポスターを依頼するが、宮崎の作った「ウンコさん」と誤記された（あわせて大便も描かれている）をポスターを金子のミスで100万枚も印刷されてしまう。時間の都合でポスター修正ができないため社長の頼みでポスターに合わせ「ウンコ」へと改名するが、それが良かったらしく選挙に圧勝した。
眠眠打破マン
14話に登場。放送当時に常盤薬品工業が発売した清涼飲料水「眠眠打破」のプロモーションキャラクターとして蛙男商会が作ったもので、ゲスト出演した。眠眠打破のビンを着ぐるみにした中年男性といった姿。
10年前に妻と子を置いて家から飛び出した過去を持ち、実家に帰るためト津川の車にヒッチハイクした（というより勝手に乗り込み絵美がそれを許した）。
金子カネ子
26話に登場。金子の妹。外見が兄そっくりで、声も男性（FROGMAN）が担当している。広告社のある地元の、うしのこく女子高という、鉄条網で囲まれている、ト津川曰くまるで捕虜収容所のような学校に通う女子高生（このような場所に通っていることから兄同様に危険人物だとわかる）。デュラン・デュランが流行った時期に生まれたため、親があやかって命名したらしい。「酸素すら汚れている」「原子レベルまで粉々になれ」と、なぜか化学にあやかった毒舌を吐く。柄の悪いコギャルだが、兄にとっては愛すべき妹。
秘密結社鷹の爪MAXにてほかの女子高生と共にゲスト出演を果たした。
警察官
29話に登場。麻薬取引の現場に張り込んでいた警官で、外見が『ルパン三世』の銭形警部に類似している。
吉田
勝ち組コンプリートBOXの特典映像のTV未放映エピソード「島根から愛をこめて」に登場。

## キャスト・スタッフ
- 声の出演 - 高木珠里、FROGMAN
- 音楽 - manzo
- 脚本 - 村上大樹、FROGMAN
- ブレーン - 堀内貴之
- チーフアシスタント - 山脇光太郎
- エグゼクティブプロデューサー - 木下浩之、大類知樹、戸田和宏
- プロデューサー - 坂野晋平、小沼武、原田拓朗
- 宣伝 - 松浦寿志、実吉賢二郎
- 監督 - FROGMAN
- 製作 - 京浜家族プロジェクト、東映アニメーション株式会社、株式会社博報堂DYメディアパートナーズ、株式会社ディー・エル・イー

## 各話リスト
日付はtvkでの放送日。
| 話数   | サブタイトル               | 放送日         |         | 話数               | サブタイトル | 放送日 |
| ------ | -------------------------- | -------------- | ------- | ------------------ | ------------ | ------ |
| 第1話  | 組合長選挙                 | 2009年 1月23日 | 第17話  | 金子の恋           | 5月15日      |        |
| 第2話  | キスを止めないで           | 1月30日        | 第18話  | 分冊百科           | 5月22日      |        |
| 第3話  | あんまり理由なき反抗       | 2月6日         | 第19話  | 続・分冊百科       | 5月29日      |        |
| 第4話  | 回れ回れ                   | 2月13日        | 第20話  | 地域通貨危機       | 6月5日       |        |
| 第5話  | 社長の英断                 | 2月20日        | 第21話  | 絵美の華麗な一日   | 6月12日      |        |
| 第6話  | 上の部屋の国から           | 2月27日        | 第22話  | 平成生まれ         | 6月19日      |        |
| 第7話  | 大嫌い                     | 3月6日         | 第23話  | 周三の憂うつ       | 6月26日      |        |
| 第8話  | 羽田空港                   | 3月13日        | 第24話  | 追跡!宮崎さん      | 7月3日       |        |
| 第9話  | 横文字商売                 | 3月20日        | 第25話  | 謎のエレベーター   | 7月10日      |        |
| 第10話 | 幸せのドス青い鳥           | 3月27日        | 第26話  | マジックミラー     | 7月17日      |        |
| 第11話 | マスターブラスター         | 4月3日         | 第27話  | 左に曲がります?    | 7月24日      |        |
| 第12話 | 学芸会                     | 4月10日        | 第28話  | 教育法             | 7月31日      |        |
| 第13話 | ロケットセール             | 4月17日        | 第29話  | 大物狙い           | 8月7日       |        |
| 第14話 | しあわせの眠眠打破         | 4月24日        | 最終話  | 最終階             | 8月14日      |        |
| 第15話 | 山猫は眠らないってば!!     | 5月1日         | 番外編1 | 島根から愛をこめて | TV未放送     |        |
| 第16話 | 勃発！マンションゴミ戦争！ | 5月8日         | 番外編2 | ト津川聡の作り方   | TV未放送     |        |